# Sukau Mergo
Sukau Mergo is een bestuurslaag in het regentschap Lebong van de provincie Bengkulu, Indonesië. Sukau Mergo telt 775 inwoners (volkstelling 2010).